# Saphanini
Los safaninos (Saphanini) son una tribu de coleópteros crisomeloideos de la familia Cerambycidae.

## Géneros
Comprende los siguientes géneros:
- Drymochares - Oxypleurus - Saphanus